# KNVB Beker 2010/11 (vrouwen)
De 31e editie van de KNVB Beker voor vrouwen ging op 28 augustus 2010 van start. De titelverdediger was FC Utrecht, dat in de kwartfinales werd uitgeschakeld. Op 21 mei versloeg AZ sc Heerenveen in de finale met 0-2.

## Opzet
Deze editie van de KNVB Beker voor vrouwen begon met een groepsfase van veertien poules. Alle groepswinnaars en de twee beste nummers twee gingen door naar de tweede ronde. Vanaf de tweede ronde begon de knock-outfase. Na de tweede ronde stroomden de acht Eredivisie-teams in de achtste finales in het toernooi.

## Speeldata
| Fase                | Ronde                  | Speeldata              |
| ------------------- | ---------------------- | ---------------------- |
| Groepsfase          | Speeldag 1             | 28 en 29 augustus 2010 |
| Groepsfase          | Speeldag 2             | 23 en 24 oktober 2010  |
| Groepsfase          | Speeldag 3             | 27 en 28 november 2010 |
| rowspan=5 Knock-out | Tweede ronde           | 12 en 13 februari 2011 |
| 1/8 finales         | 26 en 27 februari 2011 |                        |
| 1/4 finales         | 26 maart 2011          |                        |
| 1/2 finales         | 14 en 16 april 2011    |                        |
| Finale              | 21 mei 2011            |                        |

## Deelnemers
Er namen dit seizoen 63 clubteams deel: acht clubs uit de Eredivisie en 55 amateurverenigingen.

| Competitie      | Clubs                        | Clubs              | Clubs              | Clubs         |
| --------------- | ---------------------------- | ------------------ | ------------------ | ------------- |
| Eredivisie      | ADO Den Haag                 | sc Heerenveen      | FC Utrecht         | Willem II     |
| Eredivisie      | AZ                           | FC Twente          | VVV-Venlo          | FC Zwolle     |
| Hoofdklasse     | ATC '65 / Beloften FC Twente | Oranje Nassau      | RKTSV              | SteDoCo       |
| Hoofdklasse     | Be Quick '28                 | RCL                | RVVH               | Ter Leede     |
| Hoofdklasse     | Fortuna Wormerveer           | VV Reiger Boys     | SV Saestum         |               |
| Eerste Klasse A | CSW                          | Odysseus '91       | RVVH 2             | Ter Leede 2   |
| Eerste Klasse A | DTS Ede                      | VV Oostkapelle     | SV Smerdiek        | VVIJ          |
| Eerste Klasse A | CVV de Jodan Boys            | RCL 2              | SSS                | Wartburgia 2  |
| Eerste Klasse B | SC Angelslo                  | DZSV               | HZVV               | VV Oerterp    |
| Eerste Klasse B | Be Quick '28 2               | Flevo Boys         | SC Klarenbeek      | Wartburgia    |
| Eerste Klasse B | Be Quick Dokkum              | HTC                | The Knickerbockers |               |
| Eerste Klasse C | FC Berghuizen                | VV 't Goy          | RKDEO              | Victoria Boys |
| Eerste Klasse C | SC Buitenveldert             | Kolping Boys       | SV Saestum 2       |               |
| Eerste Klasse C | SV DWO                       | FC Medemblik       | SVLY               |               |
| Eerste Klasse D | RKVV Almania                 | RKSV Prinses Irene | SSS'18             | SC 't Zand-2  |
| Eerste Klasse D | VV DESK                      | RKSVO              | Koninklijke UD     |               |
| Eerste Klasse D | FC Gelre                     | Sparta '25         | SV Venray          |               |

## Wedstrijden

### Groepsfase
| Legenda kleuren in de tabellen                                     |
| ------------------------------------------------------------------ |
| Door naar tweede ronde (groepswinnaars en twee beste nummers twee) |
| Uitgeschakeld                                                      |

#### Poule A
| # | Club           | Wedstrijden  | Wedstrijden  | Wedstrijden  | Wedstrijden  | Doelpunten   | Doelpunten   | Doelpunten   | Punten       |
| - | -------------- | ------------ | ------------ | ------------ | ------------ | ------------ | ------------ | ------------ | ------------ |
| # | Club           | G            | W            | G            | V            | V            | T            | Saldo        | Punten       |
| 1 | FC Medemblik   | 1            | 1            | 0            | 0            | 5            | 3            | +2           | 3            |
| 2 | VV Reiger Boys | 1            | 0            | 0            | 1            | 3            | 5            | −2           | 0            |
| 3 | Kolping Boys   | Kolping Boys | Kolping Boys | Kolping Boys | Kolping Boys | Kolping Boys | Kolping Boys | Kolping Boys | Kolping Boys |

| Datum   | Tijd  | Team           | Score | Team           |
| ------- | ----- | -------------- | ----- | -------------- |
| 29 aug. | 14:00 | Kolping Boys * | 2 – 4 | Medemblik      |
| 23 okt. | 14:45 | Reiger Boys    | –     | Kolping Boys * |
| 27 nov. | 14:30 | Medemblik      | 5 – 3 | Reiger Boys    |

#### Poule B
| # | Club         | Wedstrijden | Wedstrijden | Wedstrijden | Wedstrijden | Doelpunten | Doelpunten | Doelpunten | Punten |
| - | ------------ | ----------- | ----------- | ----------- | ----------- | ---------- | ---------- | ---------- | ------ |
| # | Club         | G           | W           | G           | V           | V          | T          | Saldo      | Punten |
| 1 | Ter Leede    | 3           | 2           | 1           | 0           | 14         | 2          | +12        | 7      |
| 2 | RCL          | 3           | 2           | 1           | 0           | 13         | 1          | +12        | 7      |
| 3 | Wartburgia 2 | 3           | 0           | 1           | 2           | 1          | 10         | −9         | 1      |
| 4 | CSW          | 3           | 0           | 1           | 2           | 2          | 17         | −15        | 1      |

| Datum   | Tijd  | Team         | Score | Team         |
| ------- | ----- | ------------ | ----- | ------------ |
| 28 aug. | 15:00 | RCL          | 1 – 1 | Ter Leede    |
| 29 sep. | 14:30 | CSW          | 1 – 1 | Warburgia 2  |
| 23 okt. | 11:30 | Wartburgia 2 | 0 – 4 | RCL          |
| 23 okt. | 14:30 | Ter Leede    | 8 – 1 | CSW          |
| 27 nov. | 14:30 | CSW          | 0 – 8 | RCL          |
| 27 nov. | 14:30 | Ter Leede    | 5 – 0 | Wartburgia 2 |

#### Poule C
| # | Club               | Wedstrijden | Wedstrijden | Wedstrijden | Wedstrijden | Doelpunten | Doelpunten | Doelpunten | Punten |
| - | ------------------ | ----------- | ----------- | ----------- | ----------- | ---------- | ---------- | ---------- | ------ |
| # | Club               | G           | W           | G           | V           | V          | T          | Saldo      | Punten |
| 1 | Ter Leede 2        | 3           | 2           | 0           | 1           | 6          | 3          | +3         | 6      |
| 2 | SC Buitenveldert   | 3           | 2           | 0           | 1           | 5          | 3          | +2         | 6      |
| 3 | ASV Wartburgia     | 3           | 2           | 0           | 1           | 3          | 2          | +1         | 6      |
| 4 | Fortuna Wormerveer | 3           | 0           | 0           | 3           | 3          | 9          | −6         | 0      |

| Datum   | Tijd  | Team               | Score | Team               |
| ------- | ----- | ------------------ | ----- | ------------------ |
| 28 aug. | 14:30 | Buitenveldert      | 2 – 0 | Wartburgia         |
| 20 okt. | 19:30 | Fortuna Wormerveer | 2 – 4 | Ter Leede 2        |
| 23 okt. | 12:30 | Ter Leede 2        | 2 – 0 | Buitenveldert      |
| 23 okt. | 14:30 | Wartburgia         | 2 – 0 | Fortuna Wormerveer |
| 23 nov. | 20:00 | Buitenveldert      | 3 – 1 | Fortuna Wormerveer |
| 27 nov. | 12:30 | Ter Leede 2        | 0 – 1 | Wartburgia         |

#### Poule D
| # | Club              | Wedstrijden | Wedstrijden | Wedstrijden | Wedstrijden | Doelpunten | Doelpunten | Doelpunten | Punten |
| - | ----------------- | ----------- | ----------- | ----------- | ----------- | ---------- | ---------- | ---------- | ------ |
| # | Club              | G           | W           | G           | V           | V          | T          | Saldo      | Punten |
| 1 | RCL 2             | 3           | 2           | 0           | 1           | 10         | 8          | +2         | 6      |
| 2 | Odysseus '91      | 3           | 1           | 1           | 1           | 7          | 7          | 0          | 4      |
| 3 | VVIJ              | 3           | 1           | 1           | 1           | 7          | 9          | −2         | 4      |
| 4 | CVV de Jodan Boys | 3           | 1           | 0           | 2           | 5          | 5          | 0          | 3      |

| Datum   | Tijd  | Team         | Score | Team         |
| ------- | ----- | ------------ | ----- | ------------ |
| 28 aug. | 11:45 | Jodan Boys   | 3 – 0 | RCL 2        |
| 28 aug. | 12:15 | Odysseus '91 | 2 – 2 | VVIJ         |
| 23 okt. | 12:00 | RCL 2        | 5 – 3 | Odysseus '91 |
| 23 okt. | 15:00 | VVIJ         | 3 – 2 | Jodan Boys   |
| 27 nov. | 12:00 | RCL 2        | 5 – 2 | VVIJ         |
| 27 nov. | 12:15 | Odysseus '91 | 2 – 0 | Jodan Boys   |

#### Poule E
| # | Club   | Wedstrijden | Wedstrijden | Wedstrijden | Wedstrijden | Doelpunten | Doelpunten | Doelpunten | Punten |
| - | ------ | ----------- | ----------- | ----------- | ----------- | ---------- | ---------- | ---------- | ------ |
| # | Club   | G           | W           | G           | V           | V          | T          | Saldo      | Punten |
| 1 | RVVH 2 | 3           | 2           | 1           | 0           | 6          | 3          | +3         | 7      |
| 2 | SVLY   | 3           | 1           | 1           | 1           | 3          | 3          | 0          | 4      |
| 3 | RKDEO  | 3           | 0           | 3           | 0           | 4          | 4          | 0          | 3      |
| 4 | SV DWO | 3           | 0           | 1           | 2           | 3          | 6          | −3         | 1      |

| Datum   | Tijd  | Team   | Score | Team   |
| ------- | ----- | ------ | ----- | ------ |
| 28 aug. | 14:00 | RKDEO  | 0 – 0 | RVVH 2 |
| 29 aug. | 14:00 | DWO    | 0 – 1 | SVLY   |
| 23 okt. | 12:00 | RVVH 2 | 3 – 1 | DWO    |
| 24 okt. | 11:00 | SVLY   | 1 – 1 | RKDEO  |
| 14 dec. | 20:00 | DWO    | 2 – 2 | RKDEO  |
| 15 jan. | 12:00 | RVVH 2 | 2 – 1 | SVLY   |

#### Poule F
| # | Club           | Wedstrijden | Wedstrijden | Wedstrijden | Wedstrijden | Doelpunten | Doelpunten | Doelpunten | Punten |
| - | -------------- | ----------- | ----------- | ----------- | ----------- | ---------- | ---------- | ---------- | ------ |
| # | Club           | G           | W           | G           | V           | V          | T          | Saldo      | Punten |
| 1 | SSS            | 3           | 2           | 1           | 0           | 9          | 5          | +4         | 7      |
| 2 | RVVH           | 3           | 2           | 0           | 1           | 7          | 4          | +3         | 6      |
| 3 | SV Smerdiek    | 3           | 1           | 0           | 2           | 8          | 9          | −1         | 3      |
| 4 | VV Oostkapelle | 3           | 0           | 1           | 2           | 4          | 10         | −6         | 1      |

| Datum   | Tijd  | Team        | Score | Team        |
| ------- | ----- | ----------- | ----- | ----------- |
| 28 aug. | 14:30 | Oostkapelle | 2 – 5 | Smerdiek    |
| 28 aug. | 14:30 | RVVH        | 1 – 3 | SSS         |
| 23 okt. | 15:00 | SSS         | 2 – 2 | Oostkapelle |
| 23 okt. | 15:00 | Smerdiek    | 1 – 3 | RVVH        |
| 27 nov. | 15:00 | SSS         | 4 – 2 | Smerdiek    |
| 19 jan. | 20:00 | Oostkapelle | 0 – 3 | RVVH        |

#### Poule G
| # | Club          | Wedstrijden   | Wedstrijden   | Wedstrijden   | Wedstrijden   | Doelpunten    | Doelpunten    | Doelpunten    | Punten        |
| - | ------------- | ------------- | ------------- | ------------- | ------------- | ------------- | ------------- | ------------- | ------------- |
| # | Club          | G             | W             | G             | V             | V             | T             | Saldo         | Punten        |
| 1 | SteDoCo       | 1             | 1             | 0             | 0             | 2             | 1             | +1            | 3             |
| 2 | SV Saestum    | 1             | 0             | 0             | 1             | 1             | 2             | −1            | 0             |
| 3 | VV 't Goy     | VV 't Goy     | VV 't Goy     | VV 't Goy     | VV 't Goy     | VV 't Goy     | VV 't Goy     | VV 't Goy     | VV 't Goy     |
| 4 | Victoria Boys | Victoria Boys | Victoria Boys | Victoria Boys | Victoria Boys | Victoria Boys | Victoria Boys | Victoria Boys | Victoria Boys |

| Datum   | Tijd  | Team          | Score | Team          |
| ------- | ----- | ------------- | ----- | ------------- |
| 28 aug. | 14:30 | SV Saestum    | 1 – 2 | SteDoCo       |
| 29 aug. | 11:30 | 't Goy        | 4 – 1 | Victoria Boys |
| 27 nov. | 15:00 | SteDoCo       | 4 – 2 | Victoria Boys |
| 27 nov. | 18:30 | 't Goy        | 0 – 4 | SV Saestum    |
| 15 jan. | 14:30 | Victoria Boys | –     | SV Saestum    |
| 15 jan. | nnb   | SteDoCo       | –     | 't Goy        |

#### Poule H
| # | Club           | Wedstrijden   | Wedstrijden   | Wedstrijden   | Wedstrijden   | Doelpunten    | Doelpunten    | Doelpunten    | Punten        |
| - | -------------- | ------------- | ------------- | ------------- | ------------- | ------------- | ------------- | ------------- | ------------- |
| # | Club           | G             | W             | G             | V             | V             | T             | Saldo         | Punten        |
| 1 | DTS Ede        | 2             | 2             | 0             | 0             | 15            | 3             | +12           | 6             |
| 2 | SV Saestum 2   | 2             | 1             | 0             | 1             | 10            | 9             | +1            | 3             |
| 3 | Koninklijke UD | 2             | 0             | 0             | 2             | 4             | 17            | −13           | 0             |
| 4 | SC Klarenbeek  | SC Klarenbeek | SC Klarenbeek | SC Klarenbeek | SC Klarenbeek | SC Klarenbeek | SC Klarenbeek | SC Klarenbeek | SC Klarenbeek |

| Datum   | Tijd         | Team         | Score   | Team         |
| ------- | ------------ | ------------ | ------- | ------------ |
| 28 aug. | 12:00        | Seastum 2    | 2 – 6   | DTS Ede      |
| 14:30   | Klarenbeek * | 0 – 0        | Kon. UD |              |
| 23 okt. | 15:00        | DTS Ede      | –       | Klarenbeek   |
| 24 okt. | 14:00        | Kon. UD      | 3 – 8   | SV Saestum 2 |
| 27 nov. | 14:30        | Klarenbeek * | –       | SV Saestum 2 |
| 27 nov. | 15:00        | DTS Ede      | 9 – 1   | Kon. UD      |

#### Poule I
| # | Club               | Wedstrijden | Wedstrijden | Wedstrijden | Wedstrijden | Doelpunten | Doelpunten | Doelpunten | Punten |
| - | ------------------ | ----------- | ----------- | ----------- | ----------- | ---------- | ---------- | ---------- | ------ |
| # | Club               | G           | W           | G           | V           | V          | T          | Saldo      | Punten |
| 1 | SC 't Zand-2       | 3           | 3           | 0           | 0           | 10         | 2          | +8         | 9      |
| 2 | RKSV Prinses Irene | 3           | 2           | 0           | 1           | 6          | 4          | +2         | 6      |
| 3 | DESK               | 3           | 0           | 1           | 2           | 6          | 10         | −4         | 1      |
| 4 | Sparta '25         | 3           | 0           | 1           | 2           | 4          | 10         | −6         | 1      |

| Datum   | Tijd  | Team          | Score | Team          |
| ------- | ----- | ------------- | ----- | ------------- |
| 29 aug. | 12:00 | 't Zand 2     | 3 – 2 | DESK          |
| 31 aug. | 20:00 | Prinses Irene | 2 – 1 | Sparta '25    |
| 24 okt. | 12:00 | DESK          | 1 – 4 | Prinses Irene |
| 24 okt. | 12:00 | Sparta '25    | 0 – 5 | 't Zand 2     |
| 28 nov. | 8:30  | 't Zand 2     | 2 – 0 | Prinses Irene |
| 16 jan. | 12:00 | Sparta '25    | 3 – 3 | DESK          |

#### Poule J
| # | Club         | Wedstrijden | Wedstrijden | Wedstrijden | Wedstrijden | Doelpunten | Doelpunten | Doelpunten | Punten |
| - | ------------ | ----------- | ----------- | ----------- | ----------- | ---------- | ---------- | ---------- | ------ |
| # | Club         | G           | W           | G           | V           | V          | T          | Saldo      | Punten |
| 1 | RKTSV        | 2           | 2           | 0           | 0           | 15         | 1          | +14        | 6      |
| 2 | SV Venray    | 2           | 1           | 0           | 1           | 10         | 6          | +4         | 3      |
| 3 | RKVV Almania | 2           | 0           | 0           | 1           | 0          | 18         | −18        | 0      |
| 4 | RKSVO        | RKSVO       | RKSVO       | RKSVO       | RKSVO       | RKSVO      | RKSVO      | RKSVO      | RKSVO  |

| Datum   | Tijd  | Team    | Score | Team    |
| ------- | ----- | ------- | ----- | ------- |
| 28 aug. | 15:00 | RKTSV   | 6 – 1 | Venray  |
| 29 aug. | 12:00 | RKSVO * | 1 – 4 | Almania |
| 24 okt. | 11:00 | Almania | 0 – 9 | RKTSV   |
| 24 okt. | 12:00 | Venray  | 9 – 0 | RKSVO * |
| 28 nov. | 12:00 | RKSVO * | –     | RKTSV   |
| 16 jan. | 12:00 | Venray  | 9 – 0 | Almania |

#### Poule K
| # | Club     | Wedstrijden | Wedstrijden | Wedstrijden | Wedstrijden | Doelpunten | Doelpunten | Doelpunten | Punten |
| - | -------- | ----------- | ----------- | ----------- | ----------- | ---------- | ---------- | ---------- | ------ |
| # | Club     | G           | W           | G           | V           | V          | T          | Saldo      | Punten |
| 1 | FC Gelre | 2           | 1           | 1           | 0           | 3          | 1          | +2         | 4      |
| 2 | SSS'18   | 2           | 1           | 1           | 0           | 3          | 2          | +1         | 4      |
| 3 | DZSV     | 2           | 0           | 0           | 2           | 3          | 6          | −3         | 0      |

| Datum   | Tijd  | Team    | Score | Team    |
| ------- | ----- | ------- | ----- | ------- |
| 20 okt. | 19:30 | Gelre   | 3 – 1 | DZSV    |
| 23 okt. | 15:00 | DZSV    | 2 – 3 | SSS '18 |
| 28 nov. | 12:00 | SSS '18 | 0 – 0 | Gelre   |

#### Poule L
| # | Club           | Wedstrijden | Wedstrijden | Wedstrijden | Wedstrijden | Doelpunten | Doelpunten | Doelpunten | Punten |
| - | -------------- | ----------- | ----------- | ----------- | ----------- | ---------- | ---------- | ---------- | ------ |
| # | Club           | G           | W           | G           | V           | V          | T          | Saldo      | Punten |
| 1 | ATC '65        | 2           | 2           | 0           | 0           | 6          | 0          | +6         | 6      |
| 2 | FC Berghuizen  | 2           | 1           | 0           | 1           | 2          | 5          | −3         | 3      |
| 3 | Be Quick '28 2 | 2           | 0           | 0           | 2           | 1          | 4          | −3         | 0      |
| 4 | HTC            | HTC         | HTC         | HTC         | HTC         | HTC        | HTC        | HTC        | HTC    |

| Datum   | Tijd  | Team           | Score | Team           |
| ------- | ----- | -------------- | ----- | -------------- |
| 28 aug. | 12:00 | ATC '65        | 6 – 0 | HTC *          |
| 5 okt.  | 20:00 | Be Quick '28 2 | 1 – 2 | Berghuizen     |
| 23 okt. | 12:30 | HTC *          | 0 – 3 | Be Quick '28 2 |
| 23 okt. | 14:30 | Berghuizen     | 0 – 4 | ATC '65        |
| 27 nov. | 14:30 | Berghuizen     | –     | HTC            |
| 27 nov. | 14:30 | ATC '65        | 2 – 0 | Be Quick '28 2 |

#### Poule M
| # | Club         | Wedstrijden | Wedstrijden | Wedstrijden | Wedstrijden | Doelpunten | Doelpunten | Doelpunten | Punten |
| - | ------------ | ----------- | ----------- | ----------- | ----------- | ---------- | ---------- | ---------- | ------ |
| # | Club         | G           | W           | G           | V           | V          | T          | Saldo      | Punten |
| 1 | Be Quick '28 | 3           | 3           | 0           | 0           | 21         | 2          | +19        | 9      |
| 2 | HZVV         | 3           | 2           | 0           | 1           | 6          | 6          | 0          | 6      |
| 3 | Flevo Boys   | 3           | 1           | 0           | 2           | 3          | 11         | −8         | 3      |
| 4 | SC Angelslo  | 3           | 0           | 0           | 3           | 2          | 13         | −11        | 0      |

| Datum   | Tijd  | Team         | Score | Team         |
| ------- | ----- | ------------ | ----- | ------------ |
| 28 aug. | 14:30 | Be Quick '28 | 8 – 0 | Flevo Boys   |
| 28 aug. | 15:00 | HZVV         | 3 – 0 | Angelslo     |
| 23 okt. | 14:30 | Flevo Boys   | 0 – 2 | HZVV         |
| 23 okt. | 14:30 | Angelslo     | 1 – 7 | Be Quick '28 |
| 27 nov. | 14:30 | Be Quick '28 | 6 – 1 | HZVV         |
| 27 nov. | 14:30 | Angelslo     | 1 – 3 | Flevo Boys   |

#### Poule N
| # | Club               | Wedstrijden | Wedstrijden | Wedstrijden | Wedstrijden | Doelpunten | Doelpunten | Doelpunten | Punten |
| - | ------------------ | ----------- | ----------- | ----------- | ----------- | ---------- | ---------- | ---------- | ------ |
| # | Club               | G           | W           | G           | V           | V          | T          | Saldo      | Punten |
| 1 | Oranje Nassau      | 3           | 2           | 0           | 1           | 9          | 5          | +4         | 6      |
| 2 | Be Quick Dokkum    | 3           | 1           | 2           | 0           | 5          | 4          | +1         | 5      |
| 3 | The Knickerbockers | 3           | 1           | 1           | 1           | 6          | 7          | −1         | 4      |
| 4 | VV Oerterp         | 3           | 0           | 1           | 2           | 4          | 8          | −4         | 1      |

| Datum   | Tijd  | Team               | Score | Team               |
| ------- | ----- | ------------------ | ----- | ------------------ |
| 28 aug. | 14:30 | Oerterp            | 1 – 3 | Oranje Nassau      |
| 28 aug. | 15:00 | Be Quick Dokkum    | 1 – 1 | The Knickerbockers |
| 23 okt. | 14:30 | The Knickerbockers | 4 – 2 | Oerterp            |
| 23 okt. | 15:00 | Oranje Nassau      | 2 – 3 | Be Quick Dokkum    |
| 15 jan. | 15:00 | Be Quick Dokkum    | 1 – 1 | Oerterp            |
| 17 jan. | 19:30 | Oranje Nassau      | 4 – 1 | The Knickerbockers |

### 2e ronde
Aan de tweede ronde namen de veertien poulewinnaars uit de eerste ronde en de beste twee nummers twee deel. Zij maakten in onderlinge duels uit welke acht teams er doorgingen naar achtste finales. De wedstrijden werden gespeeld op 12 februari en 13 februari 2011. SSS – RVVH 2 werd afgelast en op 22 februari ingehaald.
| Team 1       | Res.           | Team 2        |
| ------------ | -------------- | ------------- |
| SteDoCo      | 4 – 4 ns (6-7) | RKTSV         |
| Be Quick '28 | 2 – 1          | Oranje Nassau |
| RCL 2        | 2 – 6          | RVVH          |
| FC Medemblik | w/o*           | Ter Leede     |
| Ter Leede 2  | 0 – 3          | RCL           |
| ATC '65      | 4 – 5          | DTS Ede       |
| FC Gelre     | 2 – 1          | SC 't Zand-2  |
| SSS          | 3 – 2          | RVVH 2        |

* FC Medemblik trok zich terug.

### Achtste finales
Aan de achtste finales namen de acht winnaars uit ronde 2 deel, alsmede de Eredivisie-teams. Dit waren ADO Den Haag, AZ, sc Heerenveen, FC Twente, FC Utrecht, VVV-Venlo, Willem II en FC Zwolle. De loting werd op 13 februari 2011 verricht. Eredivisie-clubs konden niet tegen elkaar loten en de amateurverenigingen spelen thuis. De wedstrijden werden op 26 en 27 februari 2011 gespeeld. RCL wist van Willem II te winnen. De overige Eredivisie-clubs wonnen hun wedstrijd.
| Team 1       | Res.   | Team 2        |
| ------------ | ------ | ------------- |
| Ter Leede    | 0 – 3  | AZ            |
| RCL          | 3 – 1  | Willem II     |
| RVVH         | 0 – 9  | FC Twente     |
| DTS Ede      | 1 – 5  | FC Utrecht    |
| RKTSV        | 0 – 4  | sc Heerenveen |
| SSS          | 0 – 6  | FC Zwolle     |
| Be Quick '28 | 0 – 3  | VVV-Venlo     |
| FC Gelre     | 0 – 11 | ADO Den Haag  |

### Kwartfinales
De kwartfinales werden gespeeld op 26 maart 2011. De loting werd verricht op 26 februari 2011. Hoofdklasser RCL zorgde voor een stunt door Eredivisie-koploper FC Twente uit te schakelen. Daarnaast werd titelverdediger FC Utrecht uitgeschakeld door sc Heerenveen.
|                     |                                               |         |           |                       |
| 26 maart 2011 14:30 | AZ *                                          | 3 – 0   | FC Zwolle | Egmonderhout, Alkmaar |
| 26 maart 2011 14:30 | Van der Heijde 41' Oudemast 43' De Ridder 60' | Verslag |           | Egmonderhout, Alkmaar |

|                     |            |         |                 |                                   |
| 26 maart 2011 14:30 | FC Utrecht | 0 – 1   | sc Heerenveen * | Sportcomplex Zoudenbalch, Utrecht |
| 26 maart 2011 14:30 |            | Verslag | Smit 80'        | Sportcomplex Zoudenbalch, Utrecht |

|                     |           |         |              |                                   |
| 26 maart 2011 15:00 | RCL *     | 1 – 1   | FC Twente    | Sportpark De Bloemerd, Leiderdorp |
| 26 maart 2011 15:00 | Mendez 4' | Verslag | Jansen 90+3' | Sportpark De Bloemerd, Leiderdorp |

|  |       | strafschoppen |
|  | 4 – 3 |               |

|                     |                                              |                    |           |                              |
| 26 maart 2011 15:00 | ADO Den Haag *                               | 4 – 0              | VVV-Venlo | Sportpark Brasserkade, Delft |
| 26 maart 2011 15:00 | Van den Berg 20' Van Dalen 37' Worm 55', 83' | Verslag[dode link] |           | Sportpark Brasserkade, Delft |

### Halve finales
De halve finales werden gespeeld op 14 en 16 april 2011. De loting werd verricht op 26 maart 2011.
|                     |                                         |         |     |                       |
| 14 april 2011 19:30 | AZ *                                    | 4 – 0   | RCL | Egmonderhout, Alkmaar |
| 14 april 2011 19:30 | De Ridder 5', 35', 53' Van Lunteren 44' | Verslag |     | Egmonderhout, Alkmaar |

|                     |                 |            |              |                                    |
| 16 april 2011 17:00 | sc Heerenveen * | 0 – 0 n.v. | ADO Den Haag | Sportpark Skoatterwâld, Heerenveen |
| 16 april 2011 17:00 |                 |            |              | Sportpark Skoatterwâld, Heerenveen |

|  |       | strafschoppen |
|  | 4 – 3 |               |

### Finale
De finale werd gespeeld op 21 mei 2011. Heerenveen organiseerde de finale en nam het op tegen AZ. Opvallend was dat beide teams voor het eerst in de finale stonden en dat beide teams aankondigden na dit seizoen stoppen met de vrouwentak. sc Heerenveen kwam later overigens op dat besluit terug. De finale was voor het eerst ook live op televisie te zien. Eredivisie Live nam de uitzending voor zijn rekening. AZ won de finale met 0-2.
|                   |               |                    |                                        |                                                                             |
| 21 mei 2011 19:00 | sc Heerenveen | 0 – 2              | AZ                                     | Abe Lenstra Stadion, Heerenveen Toeschouwers: 4.013 Scheidsrechter: Peeters |
| 21 mei 2011 19:00 |               | Verslag[dode link] | Van den Heiligenberg 34' De Ridder 85' | Abe Lenstra Stadion, Heerenveen Toeschouwers: 4.013 Scheidsrechter: Peeters |

## Deelnemers per ronde
De deelnemers per ronde zijn:

| Deelnemerscategorie | Ronde 1  | Ronde 2 | Achtste Finale | Kwartfinale | Halve Finale | Finale   | Winnaar  |
| ------------------- | -------- | ------- | -------------- | ----------- | ------------ | -------- | -------- |
| Eredivisie          | (bye)    | (bye)   | 8 (50%)        | 7 (87%)     | 3 (75%)      | 2 (100%) | 1 (100%) |
| Hoofdklasse         | 11 (20%) | 8 (50%) | 5 (31%)        | 1 (13%)     | 1 (25 %)     | 0 (00%)  | 0 (00%)  |
| Eerste klasse       | 43 (80%) | 8 (50%) | 3 (19%)        | 0 (00%)     | 0 (00%)      | 0 (00%)  | 0 (00%)  |
| Totaal              | 54       | 16      | 16             | 8           | 4            | 2        | 1        |

1980/81 · 1981/82 · 1982/83 · 1983/84 · 1984/85 · 1985/86 · 1986/87 · 1987/88 · 1988/89 · 1989/90 · 
1990/91 · 1991/92 · 1992/93 · 1993/94 · 1994/95 · 1995/96 · 1996/97 · 1997/98 · 1998/99 · 1999/00 · 
2000/01 · 2001/02 · 2002/03 · 2003/04 · 2004/05 · 2005/06 · 2006/07 · 2007/08 · 2008/09 · 2009/10 · 
2010/11 · 2011/12 · 2012/13 · 2013/14 · 2014/15 · 2015/16 · 2016/17 · 2017/18 · 2018/19 · 2019/20 ·
2020/21 · 2021/22 · 2022/23 · 2023/24 · 2024/25